# Evechinus chloroticus
Evechinus chloroticus är en sjöborreart som först beskrevs av Achille Valenciennes 1846.  Evechinus chloroticus ingår i släktet Evechinus och familjen Echinometridae. Inga underarter finns listade i Catalogue of Life.

## Bildgalleri

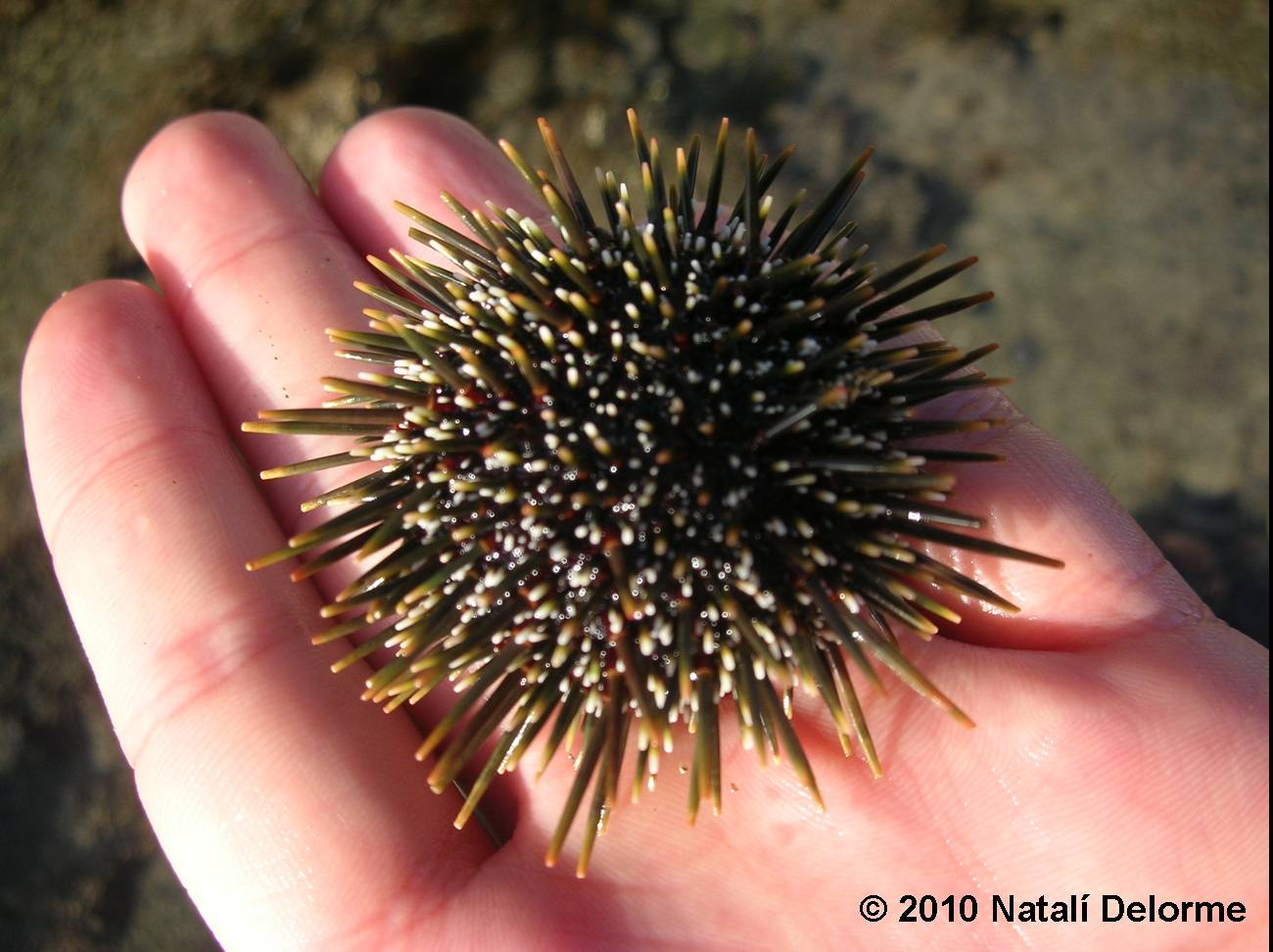